# 下水水花園

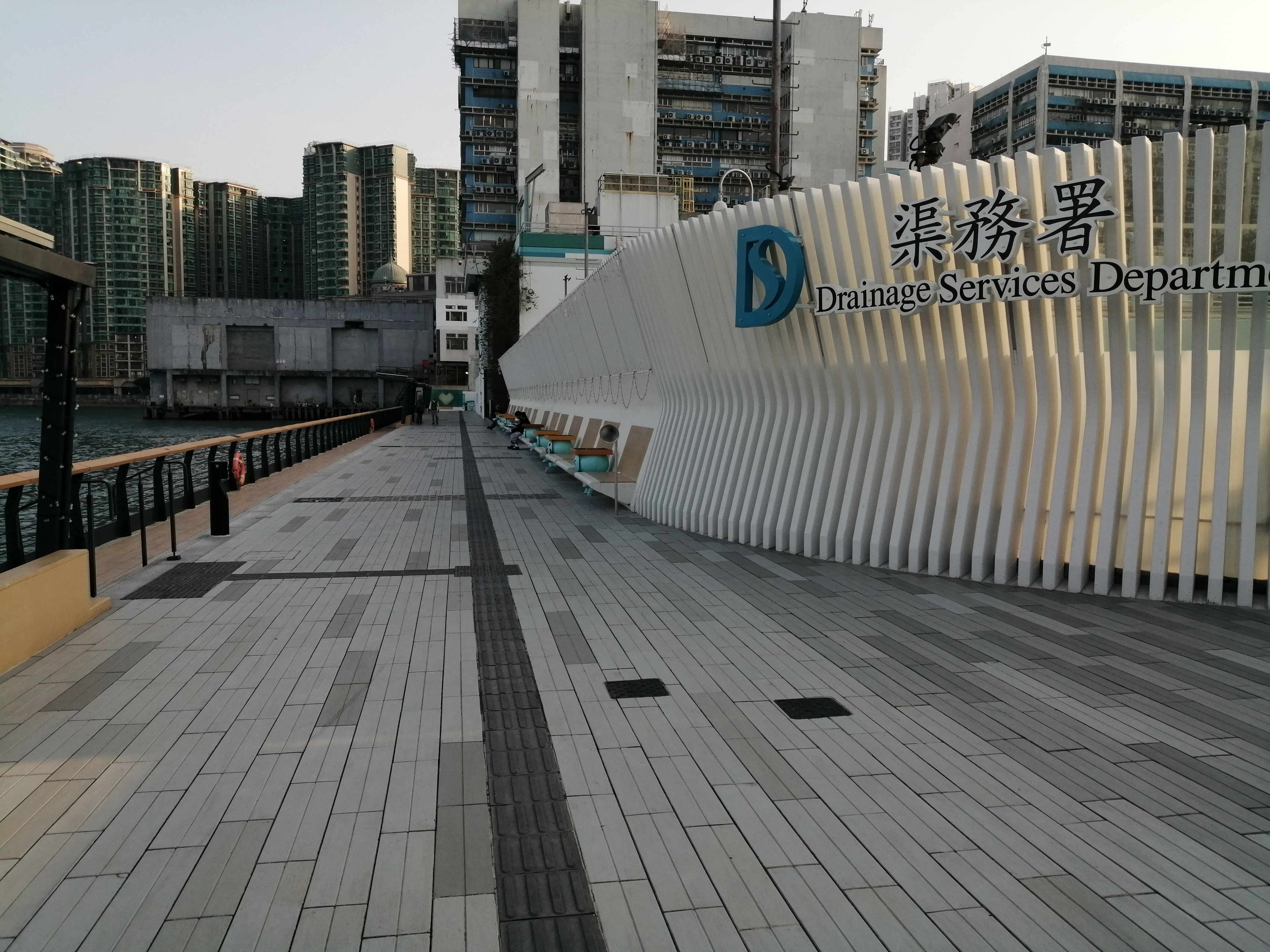
下水水花園內部

下水水花園（英語：Drainy Garden）是位於香港九龍土瓜灣土瓜灣基本污水處理廠海濱的一座公園，始建於2022年，於2023年12月21日啟用，長約140米，佔地面積約為1200平方米。

## 歷史
2022年，渠務署與發展局海港辦事處經商討後，釋出土瓜灣基本污水處理廠臨海約五米寬的消防車緊急通道與市民共享，並與毗鄰的海心公園擴建範圍互相駁通及同步開放。因此，原本740米的海濱長廊再增加140米，成為一段約880米長的公共休憩用地，北面經景雲街遊樂場海濱，一直連接至九龍城渡輪碼頭。
2023年12月21日，香港特區政府公佈，將土瓜灣海濱原為土瓜灣基本污水處理廠海旁的緊急通道，改建為連接毗鄰海心公園的海濱長廊，長約140米，佔地約1200平方米，命名為「下水水花園」，設有高12米的渠務署「下水水」巨型壁畫，並展出土瓜灣海濱長廊公共藝術作品設計比賽冠軍作品「藍綠心川」，以及過往渠蓋設計比賽的得奬作品。

## 獎項
- 第四屆「聯合國可持續發展目標香港成就獎」：獲認可項目[7]
- 香港項目管理學會項目管理成就獎2024 - 範疇：可持續項目 - 榮譽：高度讚揚
- 香港項目管理學會項目管理成就獎2024 - 範疇：建築/工程 - 榮譽：高度讚揚

## 鄰近
- 海心公園